# Helena Jagiełowicz-Gawle
Helena Jagiełowicz-Gawle (ur. 13 lipca 1934 w Wędziagole, zm. 1 października 2020 w Otwocku) – polska farmaceutka, posłanka na Sejm PRL VII i VIII kadencji (1976–1985).

## Życiorys
Córka Jana i Jadwigi. W 1955 wstąpiła do Polskiej Zjednoczonej Partii Robotniczej. W 1961 ukończyła studia na Wydziale Farmaceutycznym Gdańskiej Akademii Medycznej. We wrześniu 1962 objęła stanowisko mistrza produkcji w Tarchomińskich Zakładach Farmaceutycznych „Polfa”, a w 1964 została kierownikiem działu produkcyjnego. Współautorka dwóch patentów i licznych wniosków racjonalizatorskich z zakresu technologii produkcji leków. 
W latach 60. i 70. sprawowała mandat radnej Rady Narodowej miasta stołecznego Warszawy, była m.in. członkiem prezydium rady (w latach 60.). W 1976, jako bezpartyjna, została posłanką na Sejm PRL VII kadencji w okręgu Warszawa Praga-Północ. Uzyskała miejsce w Komisji Zdrowia i Kultury Fizycznej. W następnej kadencji (również wybrana w okręgu Praga Północ) była członkiem Komisji Górnictwa, Energetyki i Chemii, Zdrowia i Kultury Fizycznej (następnie: Polityki Społecznej, Zdrowia i Kultury Fizycznej), Komunikacji i Łączności, Nadzwyczajnej do rozpatrzenia projektu ustawy o Trybunale Konstytucyjnym.

## Odznaczenia
- Krzyż Kawalerski Orderu Odrodzenia Polski (1977)
- Srebrny Krzyż Zasługi (1972)